# 韋拉克魯斯 (阿賴漢區)
韋拉克魯斯（西班牙語：Veracruz），是巴拿馬的城鎮，位於該國中東部，由西巴拿馬省的阿賴漢區負責管轄，面積13.8平方公里，海拔高度0米，2010年人口18,589，人口密度每平方公里1,347人。